# Museum Ludwig Gebhard

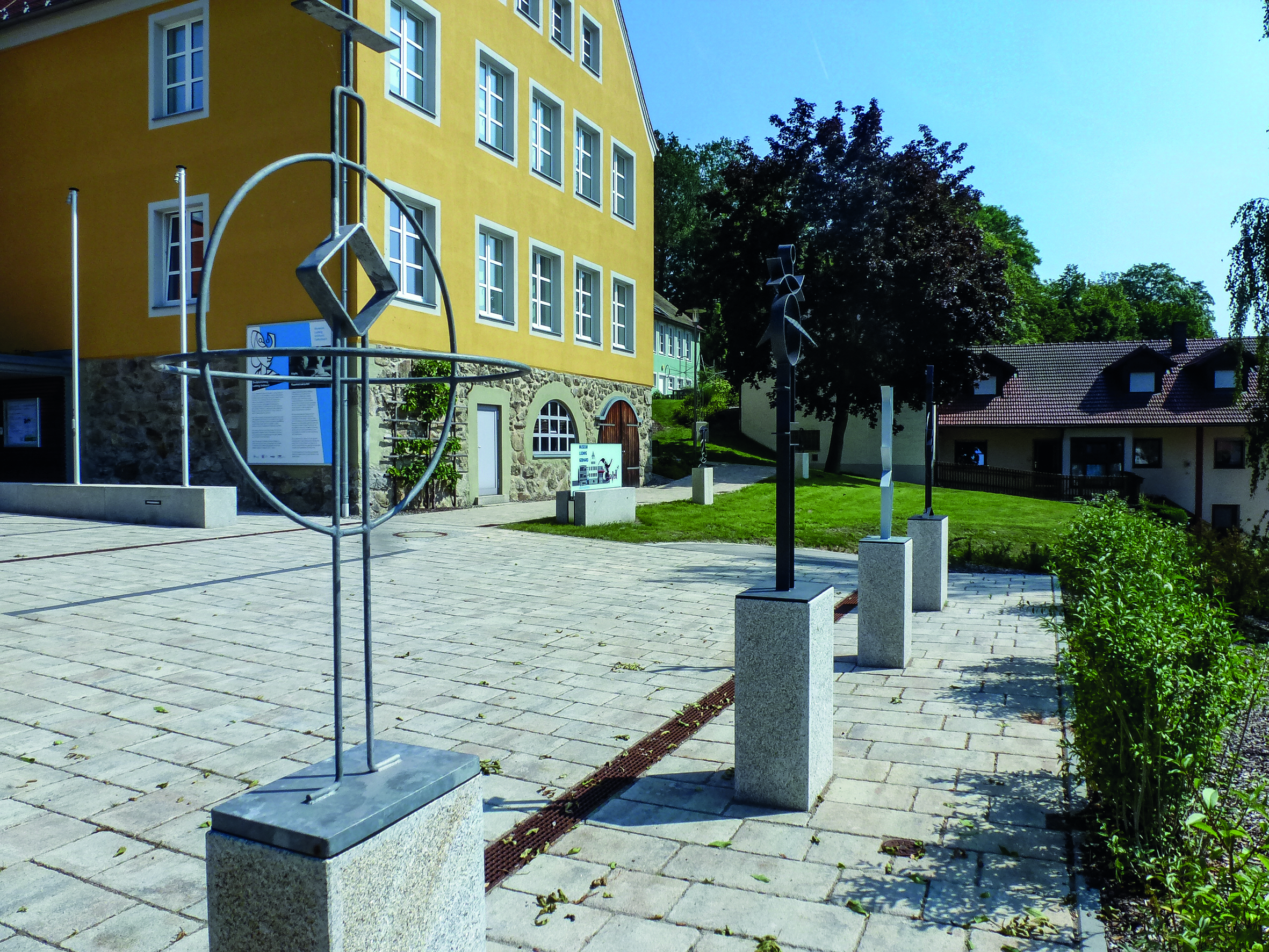
Museum Ludwig Gebhard

Das Museum Ludwig Gebhard ist ein Kunstmuseum in Tiefenbach im Landkreis Cham.
In der „Alten Schule“, um 1900 im Heimatstil gebaut, hat die Gemeinde Tiefenbach in Zusammenarbeit mit dem in Tiefenbach geborenen Künstler Ludwig Gebhard (1933–2007) eine Ausstellung seiner Arbeiten eingerichtet. Der Maler, Grafiker und Bildhauer Gebhard gehörte vor allem mit seinen farbigen Linolschnitten zu den führenden Druckgrafikern der zeitgenössischen Kunst. Seine innovative Bild- und Formensprache brachte ihm internationale Anerkennung. Seine Werke sind in öffentlichen Sammlungen wie der Pinakothek der Moderne in München, der Albertina in Wien und dem Kupferstichkabinett in Basel zu sehen.
Die Schausammlung des Museums zeigt farbige Linolschnitte, Radierungen, Plastiken und Leinwände Gebhards sowie textile Arbeiten nach seinen Entwürfen. Jährlich wechselnde Ausstellungen beleuchten einzelne Aspekte seines Werks. Die umfangreiche Kunstbibliothek Gebhards ist Interessierten zugänglich.
Seit 2019 sind entlang des Weges zum Museum Arbeiten Gebhards in einem Skulpturenweg zu sehen. Die aus Bandstahl geformten oder aus Eisen geschmiedeten Skulpturen aus den Jahren 1981 bis 1986 sind geprägt von geometrischen und organischen Grundformen.

## Weblink
- Museum Ludwig Gebhard